# زادنی زهورتس
زادنی زهورتس (به چکی: Zadní Zhořec) یک منطقهٔ مسکونی در جمهوری چک است که در شهرستان ژدار ناد سازاوو واقع شده‌است. زادنی زهورتس ۴٫۱۴ کیلومتر مربع مساحت و ۱۳۸ نفر جمعیت دارد و ۵۵۶ متر بالاتر از سطح دریا واقع شده‌است.